# Anonychia rostrifera
Anonychia rostrifera är en fjärilsart som beskrevs av W. Warren 1888. Anonychia rostrifera ingår i släktet Anonychia och familjen mätare. Inga underarter finns listade i Catalogue of Life.